# Ust'-Ilimsk
Ust'-Ilimsk (anche traslitterata come Ust-Ilimsk) è una città industriale della Russia asiatica, situata nella Siberia centro-orientale nell'oblast' di Irkutsk (700 chilometri a nord del capoluogo), lungo il fiume Angara nei pressi della confluenza in esso dell'affluente Ilim.
La sua fondazione ufficiale risale al 1966, contestualmente alla costruzione di una centrale idroelettrica sull'Angara che ha successivamente dato origine ad un bacino artificiale che dalla città ha preso il nome. La città è servita da un aeroporto ed è capoluogo dell'Ust'-Ilimskij rajon.

## Popolazione

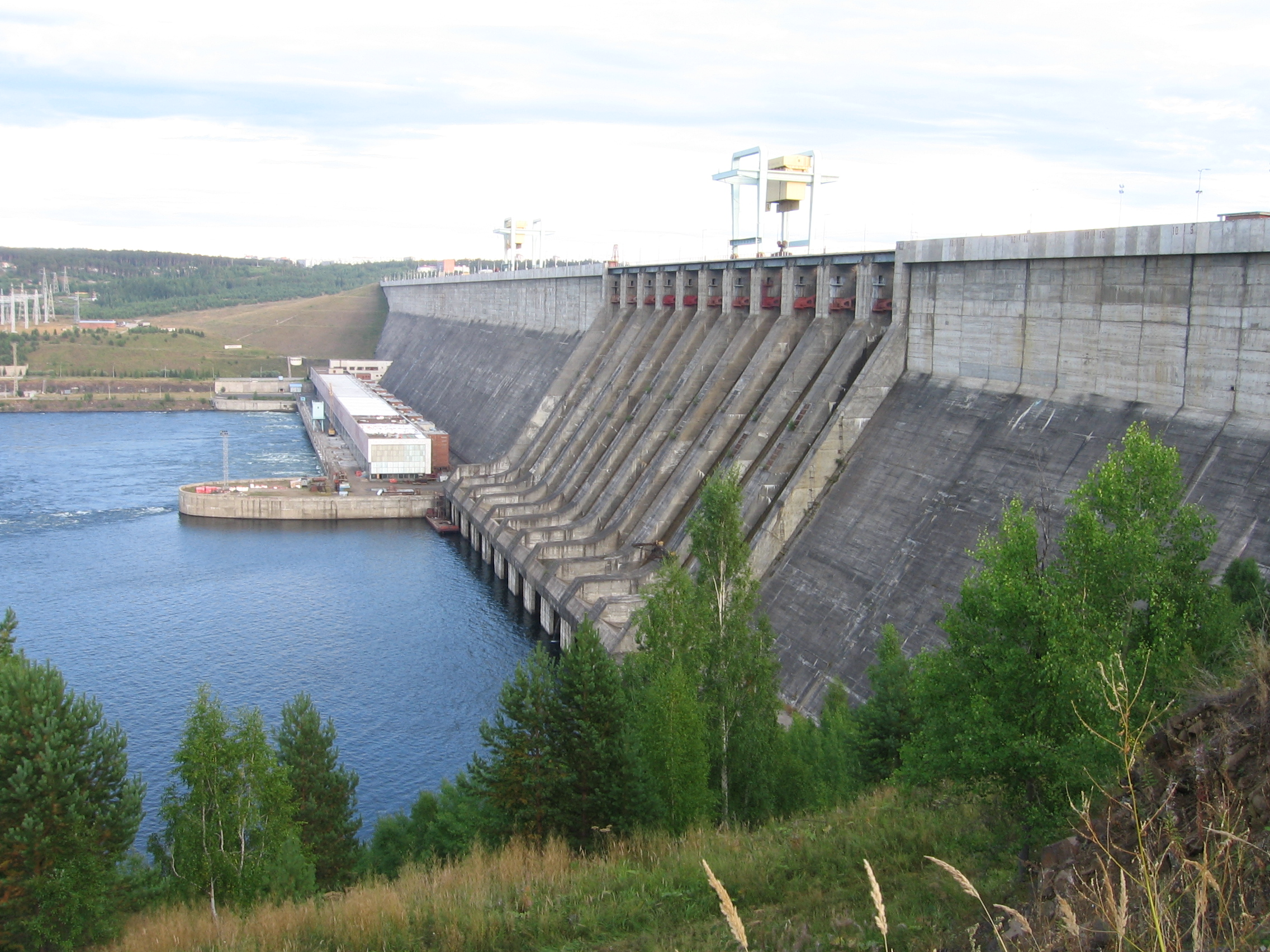
La centrale idroelettrica nei pressi della città

Fonte: mojgorod.ru
| 1959 | 1970   | 1979   | 1989    | 2002    | 2007   |
| ---- | ------ | ------ | ------- | ------- | ------ |
| 500  | 21 300 | 68 600 | 110 335 | 100 592 | 98 600 |